# الساندرو کاروزا
الساندرو کاروزا (انگلیسی: Alessandro Carrozza؛ زادهٔ ۱ فوریهٔ ۱۹۸۲) بازیکن فوتبال اهل ایتالیا است.
از باشگاه‌هایی که در آن بازی کرده‌است می‌توان به باشگاه فوتبال هلاس ورونا، باشگاه فوتبال اسپتزیا، باشگاه فوتبال لچه، باشگاه فوتبال آتالانتا، باشگاه فوتبال پیزا، باشگاه فوتبال یووه استابیا، و باشگاه فوتبال وارزه اشاره کرد.